# Rolf Billberg
Rolf Gunnar Billberg, född 22 augusti 1930 i Lunds stadsförsamling, Malmöhus län, död 17 augusti 1966 i Sankt Johannes församling, Malmöhus län, var en svensk jazzmusiker (tenor- och altsaxofon).

## Biografi
Billberg föddes i Lund, växte upp i Malmö och bedrev läroverksstudier i Göteborg. Vid 17-åring skrevs han in som musikelev vid Bohusläns regemente i Uddevalla med klarinett som huvudinstrument. Han bytte till tenorsaxofon efter fyra år, men det var som altsaxofonist han senare gjorde sin främsta insats.
År 1954 engagerades Billberg av Simon Brehm i Stockholm, där han inledde ett nära samarbete med Lars Gullin. Han var under 1950-talet, likt Arne Domnérus och Willy Lundin, altsaxofonist av hög internationell klass, påverkad av framförallt Lee Konitz. Billberg spelade i orkestrar under ledning av bland andra Seymour Österwall, Ib Glindemann, Carl-Henrik Norin och Hacke Björksten, och turnerade i bland annat Tyskland och Frankrike. 
Under 1960-talet framträdde Billberg på flera inspelningar med Lars Gullin och Nils Lindberg, och ledde en kvintett tillsammans med trumpetaren Jan Allan. Efter att ha bosatt sig i Malmö spelade han med Danska Radions Big Band som saxofonledare och solist. 
Billberg avled till följd av en överdos 1966.

## Diskografi (i urval)
- 1973 – We'll Be Together Again (Odeon)
- 1981 – Rare Danish Recordings (1956–57) By A Swedish Jazz Legend (Storyville)
- 2001 – Darn That Dream (Dragon)
- 2003 – Altosupremo (Anagram)

### Med Lars Gullin
- 1955 – Lars Gullin With The Moretone Singers (EmArcy)
- 1958 – The Artistry Of Lars Gullin (Sonet)
- 1964 – Portrait Of My Pals (Columbia)

### Med Nils Lindberg
- 1963 – Trisection (Columbia)